# Senyoria de Beaugency
La senyoria de Beaugency fou una jurisdicció feudal del ducat d'Orléans, apareguda al segle xi. Inicialment una terra dels comtes d'Amiens que hi van nomenar procuradors, aquestos van esdevenir hereditaris i es van fer feudataris dels comtes de Blois. La fortalesa de Beaugency feia frontera amb les terres de domini reial fins que va ser adquirida (per compra) per Felip IV de França el Bell el 1292.

## Senyors de Beaugency
- Lancelí I (Landry I) vers 1030-1060
- Lancelí II (Landry II) 1060-1098 (fill)
- Raül I 1098-1130 (fill)

casat amb Matilde
casat amb Matilde de Vermandois
- Simó 1130-1153 o 1154 (fill)
- casat amb Adenordis
- Lancelí III 1154-1192 (germà)

casat amb Hersenda
casat en segones noces amb Alix
- Joan I 1192-1203 (fill)
- Joan II 1203-1218 (fill)
- Simon II 1218-1256 (fill)
- Raül I 1256-1292 (fill)